# Caltha alba
Caltha alba är en ranunkelväxtart som beskrevs av Jacques Cambessèdes. Caltha alba ingår i släktet kabblekor, och familjen ranunkelväxter. Utöver nominatformen finns också underarten C. a. purpurea.